# بو ولچ
بو ولچ (انگلیسی: Bo Welch؛ زادهٔ ۳۰ نوامبر ۱۹۵۱) کارگردان فیلم و طراح تولید و صحنه اهل ایالات متحده آمریکا است. وی از سال ۱۹۷۹ میلادی تاکنون مشغول فعالیت بوده‌است.
او همکاری نزدیکی با تیم برتون در تعدادی از فیلم‌هایش داشته است و تا کنون ۴ مرتبه نامزد دریافتِ جایزه اسکار بهترین طراحی صحنه بوده است.
از فیلم‌ها یا مجموعه‌های تلویزیونی که وی در آن‌ها نقش داشته است می‌توان به گربه کلاه‌به‌سر، بنفشه‌ها آبی هستند، پسران گمشده، بیتل‌جوس، جهانگرد اتفاقی، شکارچیان روح ۲، جو در برابر آتشفشان، ادوارد دست‌قیچی، گرند کنیون، بازگشت بتمن، گرگ، یک شاهدخت کوچک، قفس پرنده، مردان سیاه‌پوش، رنگ‌های اصلی، غرب وحشی وحشی، مردان سیاه‌پوش ۲، سرزمین گمشده، ثور و مردان سیاه‌پوش ۳ اشاره نمود.